# Sam Sparro
Sam Sparro, nascido como Sam Falson, (Sydney, Austrália, 8 de novembro de 1982) é um cantor, compositor e produtor australiano de ascendência maltesa. Seu nome artístico é derivado de um apelido de família, inspirado de um personagem de uma rádio australiana, Sammy Sparrow.

## Biografia
Sam Sparro nasceu 08 de novembro de 1982 e foi criado em Sydney, Austrália. Seu pai, Chris Falson é ministro do evangelho e artista da Maltese que escreveu a música para Star Trek e Queer Eye para Straight Guy.  Sua mãe, Suvi Lukkarinen é da Finlândia, e foi Miss Finlândia 1976. Seu irmão toca guitarra profissionalmente, enquanto sua mãe toca órgão em uma igreja Batista. A família mudou-se para Los Angeles quando ele tinha dez anos idade. Seu pai tinha assinado um contrato lá e estava gravando um álbum Soul, ele levou Sparro para uma igreja em Tujunga para ouvir alguns dos cantores do gênero. Os  frequentadores da igreja Fellow, eram a família McCrary.  Chaka Khan se tornou um dos seus primeiros admiradores depois de ouvi-lo cantar de através de McCrarys. Seu primeiro papel como ator infantil foi em comercial do McDonald's.
Sparro deixou Los Angeles e voltou para Sydney, onde viveu com seus avós e trabalhou para uma empresa de relações públicas, antes de viajar para o Reino Unido, imergindo-se na cena musical em Londres. Ele voltou para Los Angeles em 2002, onde conseguiu um emprego em uma loja de café. Foi durante esses pontos baixos que ele escreveu seu single, "Black and Gold", com seu produtor, Jesse Rogg. Quando cresceu, Sparro trabalhou regularmente como coristas em shows de seu pai e de seus lançamentos musicais. Ele afirma: "Eu sou uma pessoa espiritual, mas...  não em qualquer religião, eu sempre fui uma espécie de não- denominacional cristã "e" um pouco cigano ". Sparro é abertamente gay. Ele fez uma entrevista para a revista Attitude e foi destaque na capa da frente.

## Carreira
Seu single de estreia, "Cottonmouth", foi lançado no final de 2007. Seu segundo single, "Black and Gold", atingiu um pico de #2 no Reino Unido em Abril de 2008 e #4 na Austrália, e desde então tem sido utilizado em trilhas sonoras e campanhas promocionais para várias séries de televisão, jogos de vídeo e filmes. O álbum de estreia autointitulado, Sam Sparro, foi lançado no Reino Unido em Abril de 2008 e alcançou o Top 5 no UK Albums Chart, eventualmente, recebeu uma certificação de ouro do BPI pelas vendas de 100.000 cópias. Dois singles seguintes, " 21st Century Life" e "Pocket", eram consideravelmente menores sucesso nas paradas.
Durante a promoção de "Black and Gold", fez um cover de "American Boy", de Estelle no Jo Whiley Live Lounge da BBC Radio 1. Em setembro de 2008, foi nomeado para cinco ARIA Music Awards. Sua turnê naquele mês fazia parte da turnê Wonky Pop;  Pop Wonky é um novo gênero de música criado por artistas como Sparro e Alphabeat. Em dezembro de 2008, ele e o co-escritor/produtor Jesse Rogg receberam uma indicação ao Grammy de Melhor Gravação Dance por "Black and Gold".
Sparro foi destaque na Basement Jaxx com seu single "Feelings Gone", lançado em setembro de 2009. Ele também colaborou em uma faixa chamada "Soles On Fire" com Theophilus London e o produtor Mark Ronson. Em março de 2010, um novo single, "Corrected" foi lançado para o US iTunes e é uma colaboração com Mason (DJ) e rapper DMC. Sparro co-escreveu Voodoo com Adam Lambert, uma canção que aparece nas versões internacional e Turnê do álbum For Your Entertainment e EP digital de Remixes. Em Julho de 2010, uma nova canção intitulada "Pink Cloud" foi estreada no East Village Radio's Accidental Rhythm. O vídeo para a canção, dirigido pelo artista e designer Franc Fernandez, foi carregado em canal de YouTube de Sparro em dezembro de 2010. Sparro declarou através de seu Twitter que o vídeo é um projeto de arte, e a música não foi lançada como single. Dirigindo-se rumores de um álbum maioritariamente instrumental, ele esclareceu que, ao contrário de "Pink Cloud", seu segundo álbum estaria cheio de faixas com seus vocais. Um EP grátis foi liberado após o lançamento do vídeo.
Sparro anunciou seu segundo álbum, Return to Paradise, em seu site recém-redesenhado. Ele foi descrito como sendo inspirado por soul e funk do final dos anos 70 e início dos anos 80. Um novo vídeo estreou, com uma nova faixa do álbum. Em janeiro de 2012, "The End Shallow" foi carregado no VEVO e YouTube. Foi filmado em Los Angeles, Nova York, Londres e Espanha. O álbum foi lançado na Primavera de 2012, acompanhado por turnês nos Estados Unidos e na Austrália. Um vídeo foi filmado para a faixa, "Happiness". Sam colaborou com Adam Lambert novamente para o segundo álbum dele, Trespassing, co-escrevendo Shady e Broken English com Lambert e Lester Mendez. Sam e Adam apresentaram Shady juntamente com Nile Rodgers no We Are Family Gala em 31 de Janeiro de 2013.
No final de 2013, Sparro lançou seu primeiro mixtape, Mechanical para o SoundCloud, com dezesseis canções. Em 17 de setembro de 2013, colaborou com The Bloody Beetroots em uma faixa intitulada "Glow in the Dark", afirmando que "É uma das minhas músicas favoritas que eu escrevi recentemente." Em 1 de Outubro de 2013, um novo EP, Quantum Physical, foi lançado, com o single " Hang on To Your Love ", com Durand Bernarr. Fascism e Infinite foram incluídas no Mechanical.

## Discografia
|      | Informação                                                         | Posições | Posições | Posições | Posições | Certificações       |
| EUA  | Informação                                                         | RU       | AUS      | IRL      |          | Certificações       |
| ---- | ------------------------------------------------------------------ | -------- | -------- | -------- | -------- | ------------------- |
| 2007 | Sam Sparro - 1º álbum de estúdio - Lançamento: 28 de abril de 2008 | 9        | 4        | 23       | 6        | - RU: Disco de ouro |